# Molophilus momus
Molophilus momus är en tvåvingeart som beskrevs av Alexander 1969. Molophilus momus ingår i släktet Molophilus och familjen småharkrankar. Inga underarter finns listade i Catalogue of Life.